# 1446 Sillanpää
1446 Sillanpää eller 1938 BA är en asteroid upptäckt 26 januari 1938 av den finske astronomen Yrjö Väisälä vid Storheikkilä observatorium. Asteroiden har fått sitt namn efter den finske författaren och nobelpristagaren Frans Eemil Sillanpää.
Den tillhör asteroidgruppen Flora.